# Психологічне тестування
Психологічне тестування (розділ психодіагностики) — термін психології, що позначає процедуру встановлення та вимірювання індивідуально-психологічних відмінностей. У вітчизняній психології також вживається термін «психодіагностичне обстеження». Основним інструментом психологічної діагностики є психологічний тест. Психологічне тестування використовується в різних сферах: профорієнтації, профвідбору, психологічному консультуванні, плануванні корекційної роботи, дослідницької діяльності і т. д. Правила організації і проведення психологічного тестування описуються в рамках відповідної галузі психології — психологічної діагностики.

## Психологічний тест
Психологічний тест — стандартизоване, часто обмежене у часі випробування, призначене для встановлення кількісних і якісних індивідуально-психологічних особливостей. Основне завдання тесту — передбачення на його основі майбутньої поведінки досліджуваного. За спрямованістю виокремлюють тести здібностей та досягнень, особистісні тести та тести окремих психічних функцій. За формою процедури дослідження тест може бути груповим та індивідуальним. За особливостями тестових завдань — вербальним та практичним (невербальним). Залежно від наявності чи відсутності часових обмежень тести поділяють на тести швидкості та тести результативності.
Методика оцінювання може називатися тестом при одночасній наявності у неї таких ознак:
- стандартизований набір питань або завдань іншого типу;
- одна або кілька вимірювальних шкал, що дозволяють виразити результати кількісно;
- зв'язок кожної відповіді на кожне завдання з однією або декількома вимірювальними шкалами (наявність «ключів до тесту»)
- стандартизована процедура проведення, що включає однозначну (стандартну) інструкцію для тестованого, правила використання допоміжної інформації, правила завершення або припинення тестування і т. ін.;
- можливість автоматичної (без участі людини) обробки результатів, тобто формалізована процедура підрахунку балів за шкалами за допомогою вагових коефіцієнтів (ключів);
- тестові норми — фіксовані кордону переведення тестових балів у оцінні категорії;
- формалізована модель інтерпретації результатів і / або рекомендації щодо прийняття тих чи інших рішень, пов'язані з певними інтервалами значень на шкалі (шкалах) і поєднаннями значень шкал (при наявності двох шкал і більше);
- спрямованість на індивідуальну кількісну оцінку будь-якої характеристики однієї людини (а не групи, колективу тощо).

Якість тесту забезпечується багатоступінної процедурою перевірки і стандартизації його шкал.

## Історія поняття
З появою перших тестів найбільш вживаним терміном, за допомогою якого позначається вимір індивідуально-психологічних особливостей, став термін «психологічне тестування». Спочатку термін «психологічне тестування» використовувався широко, включаючи в себе будь-яке вимірювання в психологічній науці. У міру розвитку тестів, сфера психологічного тестування звузилася до вимірювання особистісних і когнітивних особливостей. Термін «психодіагностика» вперше озвучив в 1921 році Г. Роршах, назвавши так процес обстеження за допомогою створеного ним «тесту чорнильних плям», названого пізніше тестом Роршаха. Далі термін «психодіагностика» використовувався як синонім терміну «психологічне тестування», поступово замінюючи його вживання. Поява поняття «психодіагностика» пов'язане зі становленням проектного підходу, який відкриває цілісну картину особистості, і кризою психометричних тестів, «розкладають» особистість випробуваного на окремі функції. У цей період починають використовуватися досить великі теорії проективного підходу, що розробляються психоаналітичними авторами. Тривалий час поняття «психодіагностика» ототожнюється з проектними тестами, і використовується в роботах німецьких і швейцарських психологів.
У науковій літературі США продовжує розвиватися поняття «психологічне тестування» аж до 1970-х років, і позначає все те, що пов'язано з розробкою і застосуванням будь-яких психологічних тестів. За цей період публікується велика кількість досліджень з історії психологічного тестування, поступово термін «психодіагностика» витісняється з ужитку.
Вищеописані обставини свідчать про цікавий феномен, пов'язаний з розвитком галузі досліджень з вимірювання індивідуально-психологічних відмінностей і відсутністю належного назви цієї області, так як термін «психологічне тестування» придатний скоріше для позначення процесу застосування тестів, але не області науки.
У 70-х роках 20 століття в області індивідуальних відмінностей на території країн Західної Європи і США замість терміна «психологічне тестування» все частіше застосовується поняття — психологічна оцінка (psychological assessment).
На території Росії завдяки зусиллям Б. Г. Ананьєва, який очолює в 1960-х роках Ленінградську психологічну школу, описане напрямок досліджень одержало назву «психологічна діагностика».
У першому радянському навчальному посібнику з психодіагностики (під редакцією А. А. Бодалева і В. В. Столина в 1987 році) описана галузь психологічних знань — «це наука і практика постановки психологічного діагнозу».

## Характеристики психологічних тестів
- Валідність — комплексна характеристика тесту, що включає відомості про сферу досліджуваних явищ та репрезентативність досліджуваної по відношенню до неї діагностичної процедури. Валідність відображає здатність тесту вимірювати те, для вимірювання чого він призначений. Розрізняють внутрішню та зовнішню валідність. Зовнішню відповідність може бути перевірено позитивною кореляцією з об'єктивними досягненнями, результати тестування інтелекту можуть зіставлятися з академічною успішністю. У випадку з внутрішньою все складніше, тут мова йде про теоретичну зв'язку, про те, наскільки вибудувана модель реально моделює заявлений аспект. Але все може бути простіше: якщо аналогічні «перевірені» методики вже існують, тоді можна обійтися кореляцією з уже відомим методом. У разі, якщо вам[кому?] пощастило бути новатором, внутрішня валідність знаходиться шляхом довгої експериментальної й інтелектуальної роботи і в якомусь[якому?] роді залишається на совісті «творця».
- Дискримінативність — здатність окремих завдань тесту та тесту в цілому диференціювати досліджуваних відносно «мінімального» та «максимального» результатів тесту.
- Надійність — характеристика методики, що відображає точність психодіагностичних вимірювань, а також стійкість результатів тесту до дії сторонніх випадкових факторів. Надійність вказує на внутрішню узгодженість тесту та стійкість результатів до повторного тестування.
- Стандартизованість — наявність показників по тесту для репрезентативних груп досліджуваних, що забезпечує порівнянність отриманих результатів у різних досліджуваних. Тестова методика проходить стандартизацію, за підсумками якої ці дані повинні відповідати закону нормального розподілу або ж нормі соціокультурного характеру. Відповідно до норм формуються діапазони значень, що говорять нам[кому?] про силу виразності досліджуваної ознаки.

## Професійне тестування
Тестування в роботі з персоналом використовується як один з методів відбору і розвитку співробітників. Розрізняються дві категорії тестів:
- Тести, створені для оцінки ефективності виконання роботи, професійних знань і умінь;
- Тести, створені для оцінки рис характеру і властивостей (спеціальних здібностей), які сприяють ефективному виконанню роботи.

Трудовий кодекс не передбачає (але і не забороняє) проведення психологічного тестування ні при прийманні на роботу, ні з працівниками, з якими трудовий договір вже укладено. У роботі правоохоронних органів психофізіологічне дослідження є гласним оперативно-розшуковим заходом. На початку 90-х років тестування застосовувалося щодо кандидатів на певні посади в уряді держави, пізніше воно було скасовано і в даний час таке тестування не застосовується. Незаконне «тестування» може спричинити несприятливі наслідки для підприємства і для його керівника. З цією метою в колективних договорах, правилах внутрішнього трудового розпорядку, положеннях про приймання на роботу і т. д. Вказується на можливість проходження працівниками різного роду тестувань і досліджень (як і атестацій). При прийманні на роботу кожен ознайомлюється з даними документами.
Зокрема, для приймання на роботу в правоохоронні органи обов'язковим є проходження СМІЛ-тесту (MMPI) і тесту Люшера.

## Види тестів
- Психологічний тест — стандартизоване випробування, за результатами виконання якого судять про психофізіологічні та особистісні властивості (рисах, здібностях, станах) випробуваного. Тести, за якими судять про знання, уміння і навички випробуваного, займають проміжне положення між психологічними, освітніми та проф. тестами.
- Вербальний тест (англ. Verbal test) — тест, побудований на використанні мови, коли тестований, виконуючи завдання, повинен не вчиняти дії, а описати їх словами.
- Стандартизований тест — психологічний тест з чітко визначеними незмінним списком питань, інструкцією, методами обробки результатів і підрахунку балів.
- Тести особистості (англ. Personality tests) — тести психологічного тестування, спрямовані на вивчення характеру, здібностей, емоцій, потреб та інших властивостей людської особистості. Особистісні тести підрозділяються на:
  - проектні тести;
  - особистісні опитувальники;
  - тести діяльності (ситуаційні тести).
- Тест досягнень (англ. Achievement test) — стандартизований тест, використовуються також з метою професійного відбору:
  - конструюються на навчальному матеріалі;
  - призначений для оцінки рівня володіння навчальними знаннями і навичками.
- Тест імітації — психологічний тест, що складається в тому, що людині пропонується виконати завдання, хоча ситуація, в якій належить виконати завдання, не відтворюється. Тест імітації використовується в процесі відбору претендентів на роботу.
- Тест на професійну придатність — психологічний тест, спрямований на виявлення індивідуальних інтересів і переваг. Такі тести допомагають визначити роботу найбільш бажаних для конкретної людини.
- Тест інтелекту — тести психологічного тестування, спрямовані на вивчення ступеня розвитку інтелекту у людини. Завдання тестів інтелекту:
  - адресуються до словесно-логічного мислення; або
  - спрямовані і на оцінку розвитку наочно-образного і наочно-дієвого мислення;
  - дозволяють характеризувати пам'ять, увагу, просторове орієнтування, вербальне розвиток і ін.

## Комп'ютерна психодіагностика
Велика частина сучасних психодіагностичних методик комп'ютеризована. Тести покликані показати дізнатися стан людини шляхом дослідження множинних факторів, що впливають на людину з навколишнього світу.
Приклади психодіагностичних тестів, що реалізуються деякими сучасними комп'ютерними програмами:
1. Оцінка когнітивних здібностей: «Elements».
2. Комплексна оцінка особистісних рис: «Методика багатофакторного дослідження особистості Р. Кеттела», «Опитувальник Dimensions», «Опитувальник CPI», «Тест MMPI (СМІЛ)».
3. Оцінка особистісних рис і психічних станів: «Методика діагностики спрямованості особистості Б. Басса», «Методика діагностики самооцінки психічних станів (за Г. Айзенком)», «Методика діагностики самооцінки психічних станів (за Г. Айзенком) EPQ», «Методика діагностики рівня суб'єктивного контролю Дж. Роттера», «Опитувальник Спілбергера за оцінкою особистісної тривожності», «Опитувальник Спілбергера за оцінкою ситуаційної тривожності», «Шкала депресії Бека».
4. Оцінка мотивації: «Мотиваційно-ціннісний опитувальник Drives», «Жіноча форма. Опитувальник мотивації досягнення Мехрабіана», «Чоловіча форма. Опитувальник мотивації досягнення Мехрабіана», «Опитувальник мотивації афіліації Мехрабіана», «Методика діагностики особистості на мотивацію до успіху Т. Елерса», «Методика трудової мотивації І. Кокурін».
5. Профорієнтація і профконсультація: «Диференційно-діагностичний опитувальник Е.Клімова», «Тест Холланда», «Методика „Карта інтересів“ Голомштока».
6. Соціально-психологічна оцінка особистості в колективі: «Методика діагностики міжособистісних відносин Т. Лірі», «Методика діагностики міжособистісних відносин Т. Лірі (ідеальне Я)», «Метод дослідження соціально-психологічного клімату колективу Паригін Б. Д.», «Модульний соціотест Анцупова-Ковальова», «Методика вивчення соціально-психологічного клімату трудового колективу Михалюка О. С. / Шалит А. Ю.», «Методика визначення стилю керівництва Журавльов-Рубахин», «Ролі в команді. Запитальник Белбін».

До числа переваг КП можна віднести: універсальність обладнання, можливість генерації завдань, настройку умов експерименту, автоматизацію і стандартизацію тестування, використання анімації, можливість фіксації додаткових параметрів, оперативну обробка даних і розширені можливості надання результатів. А до основних недоліків — залежність результатів тестування від устаткування і необхідність вміння роботи з комп'ютером. Сучасні дослідження в галузі штучного інтелекту і досвід, накопичений дослідниками в області нейроінформатики, відкривають нові можливості в області психодіагностики. Зокрема, М. Г. Доррер з співавторами показали, що за допомогою апарату нейронних мереж можливо задоволення потреби практикуючих психологів і дослідників в створенні психодіагностичних методик на базі їх досвіду, минаючи стадію формалізації і побудови діагностичної моделі.